# Roger de Harlay de Cézy
Roger de Harlay de Cézy (né vers 1616 à Cézy - mort le 14 mars 1669 à Pézenas) est un ecclésiastique français qui fut abbé commendataire et évêque de Lodève de 1657 à sa mort.

## Biographie
Roger de Harlay nait à Cézy vers 1616 est issu d'une lignée cadette de la famille de Achille de Harlay. Il est le fils de Philippe de Harlay de Cézy, ambassadeur à Constantinople pendant 24 ans et de sa seconde épouse, Marie de Béthune-Congy. 
Il devient abbé commendataire de l'abbaye Saint-Pierre d'Auxerre en 1646 et de l'abbaye de Perseigne. À la suite d'un accord avec Louis « Prince de Courtenay », le mari de sa sœur Lucrèce-Christine, il détient également la commende de l'abbaye des Écharlis au diocèse de Sens entre 1647 et 1669.
Il est désigné comme évêque de Lodève le 30 juin 1657, confirmé le 24 septembre de la même année, il est consacré le 2 juin 1658 par Ferdinand de Neufville de Villeroy, évêque de Chartres, et meurt le 14 mars 1669 à Pézenas pendant les États du Languedoc. Il est inhumé dans sa cathédrale .

## Source
- (en) Catholic-hierarchy.org :Bishop Roger de Harlay de Cési